# Camí dels Masos (el Meüll)
El Camí dels Masos és un camí que discorre pels termes de Castell de Mur, en terres del Meüll, de l'antic terme de Mur, i de Tremp, a l'antic terme de Fígols de Tremp, al Pallars Jussà.
Comença al Camí de Mur, a través del qual enllaça amb la carretera C-1311 a ran de la fita quilomètrica 15, a la mateixa cruïlla d'on surt cap al sud-est el Camí de Purredó. Des d'aquest lloc s'adreça cap al sud, de forma lleugerament divergent d'aquest darrer camí, resseguint els vessants orientals del Serrat del Pui, fins que, al nord-oest de la Casa Sallamana, passa a denominar-se Camí del Meüll. Discorre pel nord i l'est de la Casa Sallamana i del Planell de Sallamana, travessa la Serra del Castell, i arriba a l'antic poble del Meüll.